# قضية سلسبيل
قضية سلسبيل هي قضية كبرى عرفتها مصر عام 1992 وسمّيت بهذا الاسم نسبة لشركة السلسبيل للمشروعات التي أسسها المهندس محمد خيرت الشاطر والسيد حسن مالك للعمل في مجال الحاسبات ونظم المعلومات وقد داهمتها قوات الأمن واستولت على كافة الأجهزة والأقراص بها وقد نسبت إليها أجهزة الأمن إعداد خطة جماعة الإخوان المسلمين التي عرفت وقتها بخطة «التمكين».
- اعتقل على ذمتها مجموعات كبيرة من الإخوان المسلمين في شتّى محافظات مصر من بينهم جمعة أمين ومحمود عزت.
- أُغلقت القضية بعد أحد عشر شهراً على لا شيء نتيجة وجود إسم السيسي فيها بأمر من مبارك.